# Архівознавство
Архівозна́вство (від лат. archivum — письмосховище) — наукова дисципліна, яка вивчає історію, теорію та практику архівної справи, її правові та економічні засади, пов'язана з археографією та іншими спеціальними історичними дисциплінами.
Архівознавство виникло з потреби досліджувати історію розвитку архівної справи, узагальнити практичний досвід роботи державних архівів, виробити наукові методи зберігання, обліку і всебічного використання архівних документальних матеріалів. Архівознавство розробляє питання наукового упорядкування архівних документів: визначення їх фондової належності, принципів систематизації, описування і складання науково-довідкового апарату, що розкриває зміст і склад документальних матеріалів архівних фондів. Архівознавство науково обґрунтовує експертизу архівних документів, щоб на постійне зберігання в архівах залишити тільки матеріали, які мають наукове, політичне і практичне значення.
Як наукова дисципліна архівознавство сформувалося в середині XIX століття і пов'язане з діяльністю археографічних комісій, заснуванням Центру архіву давніх актів у Києві (1852), історичного архіву у Харкові (1880) та історичного, архівно-бібліотечного відділу Генерального секретаріату в справах освіти (1919). У радянські часи питаннями архівознавства займалися центральні та місцеві архівні установи, які з 1937 по 1960 підпорядковувалися НКВС—МВС, а також кафедра архівознавства Київського унівреситету (з 1944). Наукові дослідження висвітлювалися на сторінках фахових періодичних видань та наукових збірок. Наступним етапом у розвитку архівознавства стало відновлення державності України, демократизація архівної справи, ухвалення закону України «Про Національний архівний фонд і архівні установи» (1993), заснування фахових НДІ.
Питання архівознавства висвітлювались в архівознавчих журналах: «Архивное дело», «Архівна справа», «Радянський архів», «Архів Радянської України», «Науково-інформаційний бюлетень» Архівного управління МВС УРСР, тепер — «Архіви України».

## Архівознавство як спеціальна історична дисципліна
•Архівознавство — це наукова система, яка вивчає історію, теорію і практику архівної справи, її правові та економічні засади, архівний менеджмент і інформаційні системи, принцип формування і використання архівного фонду, технологію зберігання та реставрації документів.
Предмет архівознавства — тенденції та закономірності становлення й розвитку архівної справи, наукові принципи роботи з документами, експертизу їхньої цінності, класифікації відбору для зберігання, технології опрацювання і організації користування документами. Теоретичне осмислення цих проблем вироблення методик їхнього вирішення є головним завданням архівознавства.
Об'єкт архівознавства — система архівних установ, документальні ресурси на паперових та інших носіях, органи управління архівами, науково — дослідні заклади.
Серед об'єктів архівознавства чільне місце займають комплекси архівних документів, фонди. Архівні документи відбираюють, оцінюють, обліковують, описують, зберігають і використовують як інформаційний об'єкт.
Об'єктом українського архівознавства є також архівна україніка, під якою розуміють документальну спадщину українського народу, що відклалася у вітчизняних і зарубіжних архівах, музеях та бібліотеках.
Основна функція архівознавства — розробляти теорію і методику комплектування, обліку, зберігання документів та інформування про них.

## Основні методи архівознавства
- Історичний метод — уможливлює ґрунтовне дослідження витоків і розвитку архівної справи, виявлення основних етапів формування архівної системи, виокремлення внеску провідних архівістів в архівну науку і практику, аналіз впливу конкретно-історичних чинників на стан і характер архівної галузі.
- Ретроспективний метод — дає змогу відштовхнутись від сьогодення і поступово зануритись у архівну минувшину, виділяючи при цьому найхарактерніші риси і тенденції для кожного етапу архівного будівництва, закономірності розвитку архівознавчої думки.
- Порівняльний метод — допомагає реально порівняти нові та старі знання, архівні технології, виявити приріст наукових знань і прогресивні методики опрацювання архівних фондів, модернізацію технологій їхнього зберігання і використання.
- Метод наукової евристики
- Метод ідентифікації — за ним при ідентифікації об'єктів частіше за все використовуються такі способи: унікальних найменувань; цифрових номерів; штрихового кодування; умовних позначок; класифікаційний; посилальний; описовий; описово-посилальний.
- Метод класифікації та критики джерел — передбачає вирішення таких дослідницьких завдань: виявлення джерел; їх попередній відбір, групування та класифікація; вибір методів та прийомів вивчення; текстологічна критика (встановлення первинного тексту та доповнень до нього); з'ясування авторства, місця, часу, обставин та мети створення джерела; оцінка його автентичності, повноти та достовірності викладених у джерелі фактів.

Також сьогодні в архівознавстві застосовують методи конкретно-соціологічних досліджень, статистично-математичного опрацювання матеріалів із застосуванням комп'ютерної техніки та новітніх інформаційних технологій.

## Загальні принципи архівознавства
- Принцип об'єктивності передбачає всебічність дослідження, що має бути нормою всіх етапів пізнавання: від пошуку, відбору і вивчення джерел та літератури до реконструкції на їхній основі подій та явищ в архівній галузі. Всебічність дослідження застерігає від упереджених схем, однобічних оцінок, замовчування подій і фактів, які «не вписуються» в дослідницьку доктрину;

- Принцип зв'язку архівознавства як наукової системи і навчальної дисципліни з практикою архівної справи Він має першочергове значення для прикладних досліджень з організації архівної справи, її технологій, науково-довідкової роботи архівів. Неодмінною рисою таких досліджень повинно бути наукове обґрунтування практичних рекомендацій і пропозицій, спрямованих на вдосконалення роботи архівних установ;
- Принцип науковості;
- Принцип історизму;
- Принцип неподільності архівних фондів;
- Принцип доступності архівної інформації.

Архівознавство, будучи порівняно молодою наукою, має широку історіографію. Її можна трактувати як галузь знань про історію розвитку архівознавчих досліджень. Завдання її як предметно-проблемної історіографії полягає в тому, щоб дати відповіді на такі питання:
1. які проблеми архівознавства досліджено з достатньою повнотою?
2. які архівознавчі питання висвітлено частково або неповно чи невірно?
3. які проблеми не порушувалися і не досліджувалися?

Структурність аналітичних відповідей на ці питання, їхній синтез становлять історіографію архівознавства, оскільки дають цілісне уявлення про витоки архівознавчих знань, основні етапи і здобутки їхнього розвитку, достовірність і повноту дослідження теоретичних і практичних аспектів архівної справи, дозволяють прогнозувати і програмувати дальші дослідження.
До завдань історіографії джерелознавства належить вироблення наукової періодизації розвитку архівознавчих знань, виявлення найвагоміших наукових концепцій, з'ясування внеску вчених у розвиток архівознавства.

## Класифікація писемних архівознавчих джерел
1 група джерел — нормативні акти та інші документи державних органів і владних структур, політичних партій, громадських і релігійних організацій, творчих спілок, пов'язані із заснуванням архівів, визначенням їхнього профілю та структури. До цієї групи відносять документи органів управління архівно справою, адміністрації архівів.
2 група джерел — праці, промови і виступи державних і громадських діячів з питань архівної політики, діяльності архівних установ. Сюди належать і праці відповідальних працівників архівної галузі всіх рівнів, які містять інформацію про реалізацію архівної політики, діяльність відповідних установ.
3 група джерел — масові джерела, насамперед матеріали преси, найрізноманітніші довідники.
4 група джерел — інструктивні і довідниково-інформаційні матеріали органів та установ архівної сфери.
5 група джерел — наукові праці з історії, теорії та організації архівної справи, матеріали науково-практичних конференцій.
Окрема група — це мемуари, спогади, щоденники і листування істориків та архівних працівників.

## Система архівних установ України
Архіви України — сукупність архівних установ та систем, що існували в минулому. Мережа архівних установ різних регіонів України, пов'язаних з історією державних інститутів, громадських, релігійних об'єднань і рухів. Архівні установи обумовлені історичними змінами в адміністративно-політичному та адміністративно-територіальному устроях держави.
Архівна система України, як і будь-якої іншої країни, складалася історично. Вона має давню традицію і своїми витоками пов'язана з княжою добою Київської Русі та Галицько-Волинської держави. Тривалий час за радянської доби (1920—1980) їй були притаманні риси централізованої архівної системи, характерні для всього СРСР. Із відновленням державної незалежності України (1991) у її архівній системі сталися істотні зміни, пов'язані з відродженням національних традицій архівної справи.
З поняттям «архівна система» тісно пов'язані поняття система архівних установ, під якою розуміють ієрархічно побудовану сукупність архівних установ, та мережа архівних установ. Систему архівних установ України складає сукупність архівів та архівних підрозділів, що забезпечують формування Національного архівного фонду, його зберігання та використання відомостей, що містяться в архівних документах, здійснюють управлінські, науково-дослідні та довідково-інформаційні функції в архівній справі.
Мережа архівних установ — це сукупність архівних установ, розташованих на певній території. Структурна основа архівної галузі, до якої входять архіви, архівні підрозділи міністерств, відомств, підприємств, організацій та громадських об'єднань, що здійснюють постійне чи тимчасове зберігання документів.
Відповідно до ст. 22 ЗУ «Про Національний архівний фонд та архівні установи» систему архівних установ України складають такі групи:
1) спеціально уповноважений центральний орган виконавчої влади у сфері архівної справи та діловодства — Державна архівна служба України (далі — Укрдержархів);
2) центральні державні архіви України;
3) галузеві державні архіви;
4) державний архів в Автономній Республіці Крим;
5) місцеві державні архівні установи;
6) інші місцеві архівні установи;
7) архівні підрозділи державних наукових установ, музеїв та бібліотек;
8) архівні підрозділи органів державної влади, органів місцевого самоврядування, державних і комунальних підприємств, установ і організацій;
9) архівні підрозділи об'єднань громадян, релігійних організацій, а також підприємств, установ та організацій, заснованих на приватній формі власності;
10) архівні установи, засновані фізичними особами та/або юридичними особами приватного права;
11) науково-дослідні установи, а також підприємства та організації у сфері архівної справи та діловодства.
Спеціально уповноваженим центральним органом виконавчої влади у сфері архівної справи та діловодства є Державна архівна служба України (Укрдержархів), діяльність якої спрямовується і координується Кабінетом Міністрів України через Міністра юстиції України, входить до системи органів виконавчої влади і забезпечує реалізацію державної політики у сфері архівної справи, діловодства та створення і функціонування державної системи страхового фонду документації, а також міжгалузеву координацію з питань, що належать до її компетенції. Укрдержархів у своїй діяльності керується Конституцією та законами України, Положенням про Державну архівну службу України, актами Президента України та Кабінету Міністрів України, наказами Міністерства юстиції України, іншими актами законодавства України, дорученнями Президента України та Міністра юстиції України.
Основними завданнями Укрдержархіву є:
1) внесення пропозицій щодо формування державної політики у сфері архівної справи, діловодства та створення і функціонування державної системи страхового фонду документації, забезпечення її реалізації;
2) організація формування, державного обліку та зберігання документів Національного архівного фонду, використання відомостей, що в ньому містяться;
3) координація і контроль за формуванням страхового фонду документації, його веденням, утриманням і видачею користувачам копій документів страхового фонду документації, необхідних для поставлення на виробництво, експлуатацію та ремонт продукції оборонного, мобілізаційного і господарського призначення, для проведення будівельних (відбудовчих), аварійно-рятувальних та аварійно-відновлювальних робіт під час ліквідації надзвичайних ситуацій та в особливий період, а також у сфері збереження інформації про культурні цінності, забезпечення зберігання та використання архівних електронних документів;
4) контроль за діяльністю архівних установ, служб діловодства, управління та контроль відповідно до законодавства за діяльністю підприємств, установ, організацій страхового фонду документації;
5) організація проведення науково-дослідних робіт у сфері архівної справи, документознавства, археографії, формування та зберігання страхового фонду документації.